# راسيل ديري
راسيل ديري (بالإنجليزية: Russ Derry)‏ هو لاعب كرة قاعدة أمريكي، ولد في 7 أكتوبر 1916 في برنستون في الولايات المتحدة، وتوفي في 26 أكتوبر 2004 في كانساس سيتي في الولايات المتحدة.